# Waldick, Sempre no Meu Coração
Waldick, Sempre no Meu Coração é um documentário brasileiro de 2007, dirigido por Patrícia Pillar, sobre o cantor Waldick Soriano.
O documentário levou dois anos e meio para ser finalizado. Quando Patrícia Pillar sugeriu ao cantor fazer o documentário, ele de início resistiu.

## Sinopse
O filme mostra a trajetória de Waldick Soriano, desde sua saída da cidade natal Caetité, a vida dura como lavrador, garimpeiro e engraxate até o estrelato em São Paulo, como um dos maiores cantores e compositores brasileiros.
O documentário mostra que, como qualquer pessoa, o ídolo romântico também sofreu com decepções amorosas, o distanciamento do filho e a solidão.

## Principais prêmios e indicações
- Festival Paulínia de Cinema 2008 - Indicado na categoria de melhor documentário
- FestNatal 2008 - Venceu na categoria de melhor Filme - júri popular]